# Gã-Mamudo
Gã-Mamudo, auch Gamamundo, ist eine Kleinstadt in Guinea-Bissau. Sie ist Sitz des gleichnamigen Sektors mit einer Fläche von 903 km² und 24.564 Einwohnern (Stand 2009), vornehmlich Fulbe und Mandinka.
Die Landschaft im Sektor Gã-Mamudo wird von Savanne geprägt.